# 希登山口
希登山口（英語：Hidden Col）是南極洲的山口，位於阿蒙森海岸，處於梅迪納峰北部，美國地質調查局根據測量和美國海軍拍攝的空中照片繪入地圖，現時由南極條約體系管理。